# Tutagual di Alt Clut
Tutagual (fl. VI secolo), dal gallese Tudwal, regnò sull'Alt Clut (oggi Dumbarton Rock) a metà del VI secolo e fu contemporaneo di San Niniano.
Viene menzionato nella Vita di San Columba del monaco Adomnan, dove è chiamato Tothail.

Viene chiamato Tuduael o Thuuahel nei Miracoli del Vescovo Niniano (VIII secolo), mentre Ailred di Rievaulx (scrittore degli inizi del XII secolo) riporta come forme Tudwaldus e Tuduvallus. Secondo le Harleian genealogies era figlio di Clinoch, il probabile re predecessore. Secondo le stesse Genealogie sarebbe stato padre del re successivo Riderch Hael, come confermato anche da Adomnan.
È noto per la "cote di Tudwal", uno dei "Tredici tesori dell'isola di Britannia" narrati dalle leggende gallesi. Secondo tradizione, se un guerriero coraggioso avesse affilato la spada con questa cote, chiunque fosse stato ferito dalla sua spada sarebbe morto. Ma se la cote fosse stata usata da un guerriero codardo, essa gli avrebbe reso inerte la spada.